# Lac Nasacauso
Lac Nasacauso är en sjö i Kanada.   Den ligger i regionen Nord-du-Québec och provinsen Québec, i den östra delen av landet, 700 km norr om huvudstaden Ottawa. Lac Nasacauso ligger 328 meter över havet. Arean är 40 kvadratkilometer. Den sträcker sig 9,2 kilometer i nord-sydlig riktning, och 34,6 kilometer i öst-västlig riktning.
Trakten runt Lac Nasacauso är nära nog obefolkad, med mindre än två invånare per kvadratkilometer.